# 國谷站

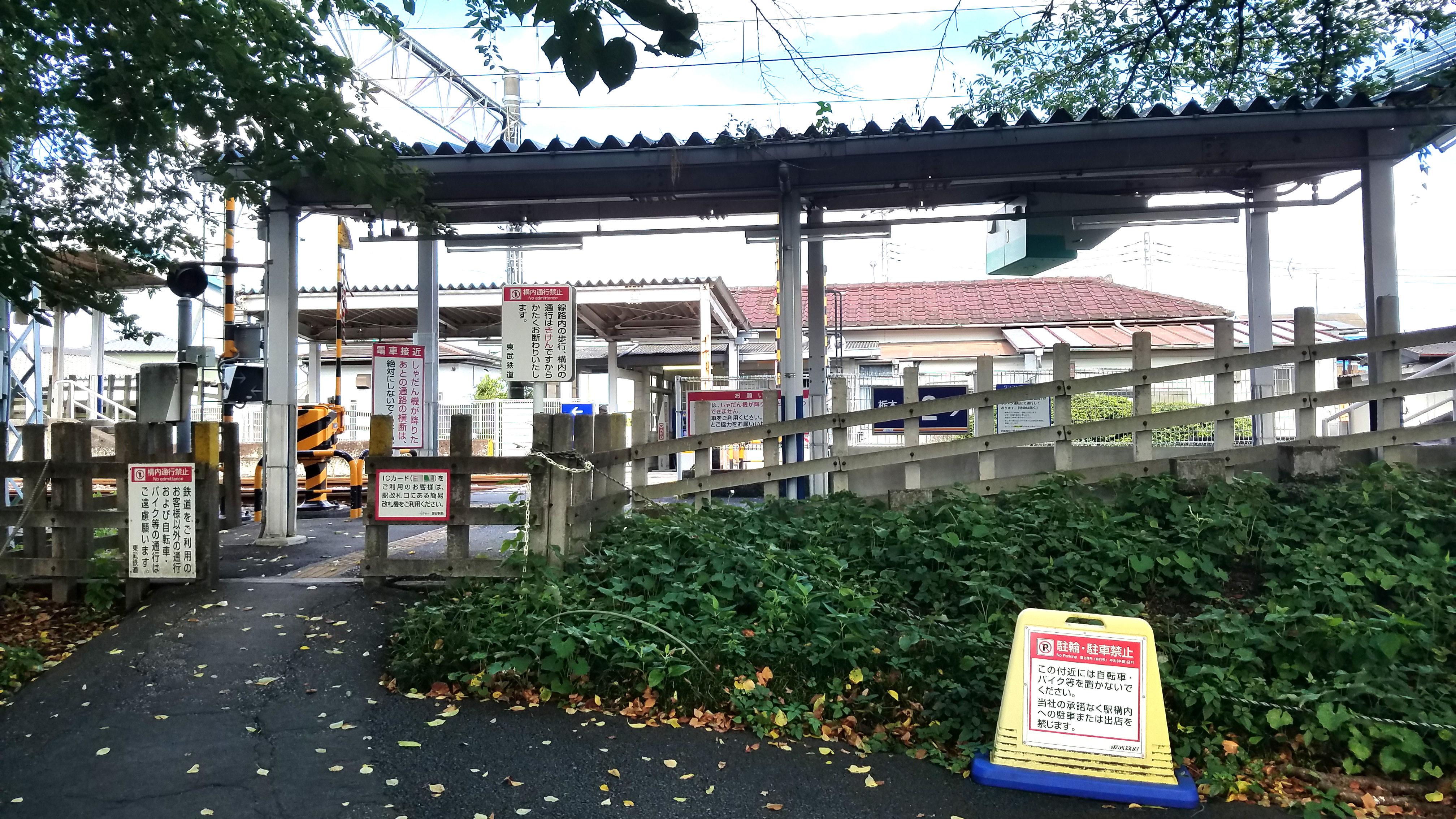
東出入口（2021年8月）

國谷站（日语：／ Kuniya eki */?）是位於日本栃木縣下都賀郡壬生町，屬於東武鐵道宇都宮線的鐵路車站。車站编号为TN 34。

## 歴史
- 1931年（昭和6年）8月11日 - 開業。

## 车站結構

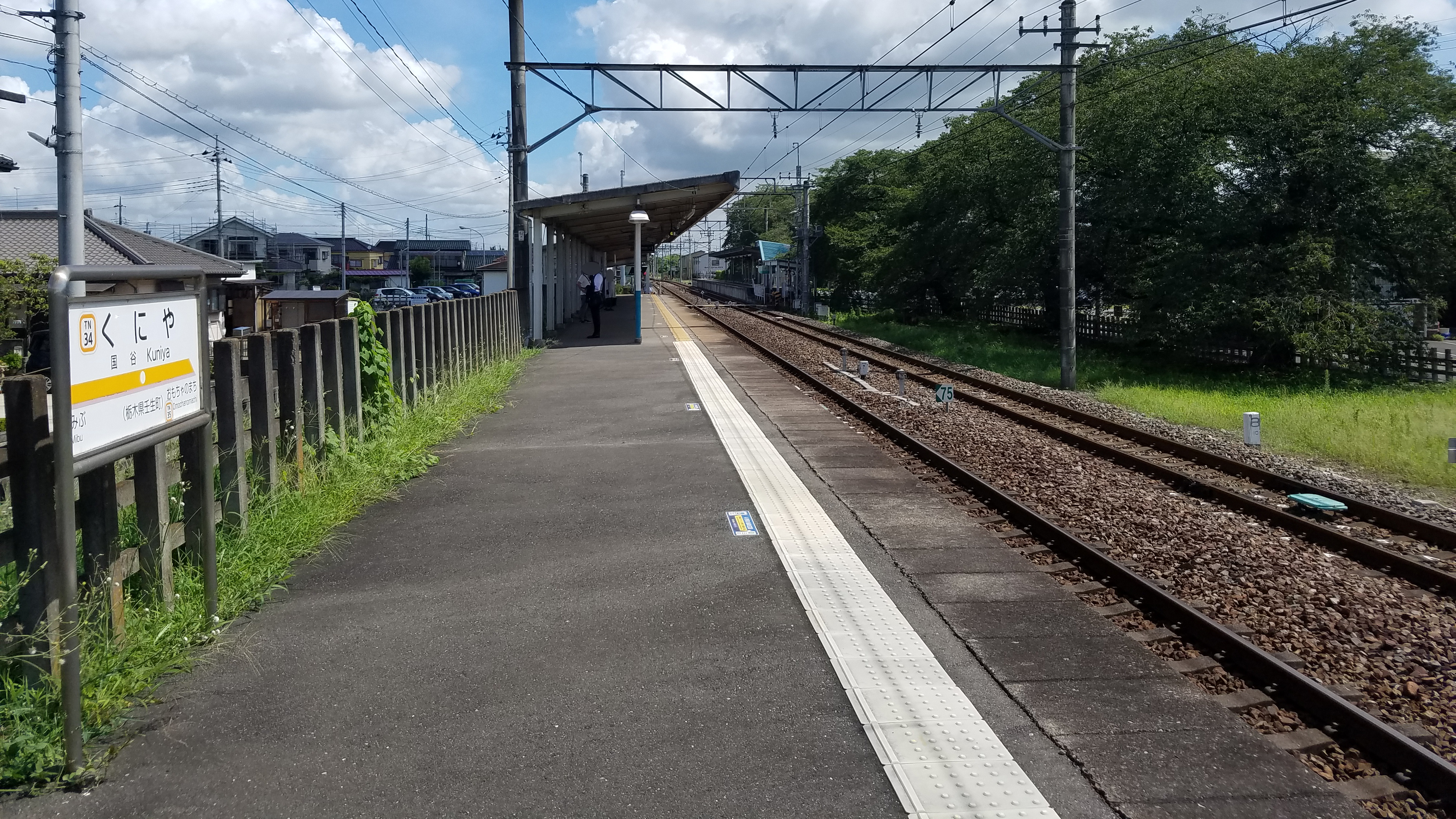
1號月台（2021年8月）

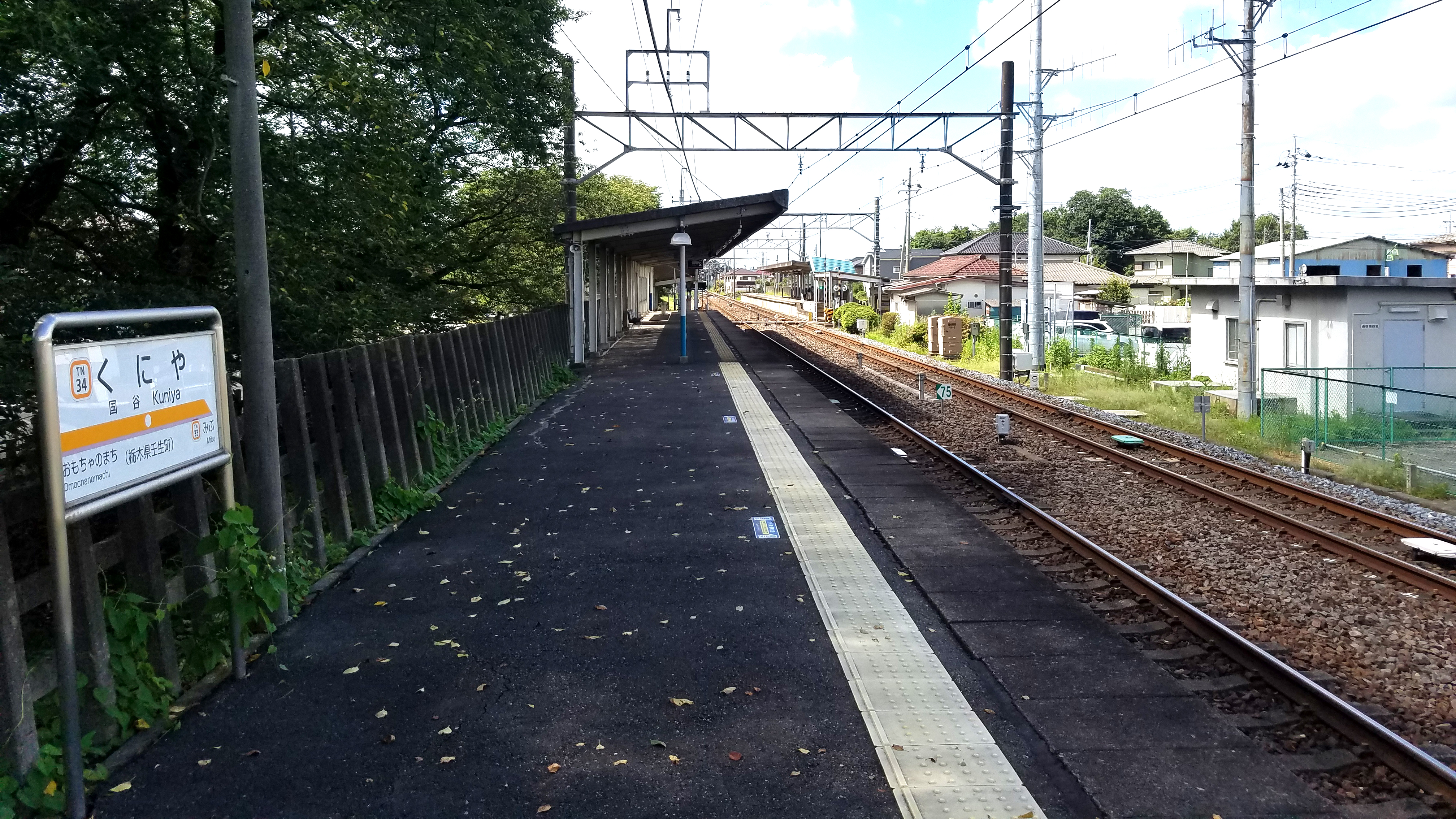
2號月台（2021年8月）

本站為側式月台2面2線德地面車站，木造站房位於東武宇都宮方向月台側，可透過站內平交道前往栃木方向月台。站內設有PASMO簡易IC卡感應機。
由於過去路牌交換時代將上下列車的停止位置目標設在一起，因此本站上下行月台呈現千鳥式配置。

### 月台配置
| 月台 | 路線     | 方向 | 目的地         |
| ---- | -------- | ---- | -------------- |
| 1    | 宇都宮線 | 下行 | 東武宇都宮方向 |
| 2    | 宇都宮線 | 上行 | 栃木方向       |

## 使用情況
2017年度的1日平均上下車人次為970人。

## 車站周邊
所在地雖是大字壬生甲，但也地處大字國谷地域（包含現在的至寶、落合各地區）東端，因此命名為「國谷」。西方的國谷新田地域有壬生町綜合公園與道之驛壬生。
- 壬生町綜合公園與
  - 壬生町玩具博物館（日语：壬生町おもちゃ博物館）
  - 栃木腕白公園
  - 壬生高速公路公園（高速公路綠洲（日语：ハイウェイオアシス））
    - 道之驛壬生（日语：道の駅みぶ）
    - 北關東自動車道壬生停車區
- 壬生町生涯學習館
- 壬生町立壬生東小學校
- 壬生郵便局（日语：壬生郵便局）
- 雲雀丘團地
- 星之宮鄉村俱樂部

## 相邻车站
東武鐵道
 宇都宮線
壬生（TN 33）－國谷（TN 34）－玩具町（TN 35）

## 外部連結
- 國谷（車站資訊） - 東武鐵道